# Рене Флемінг
Рене́ Фле́мінг (англ. Renée Fleming; нар. 14 лютого 1959, Пенсільванія, США) — американська оперна співачка сопрано. До її репертуару входить Річард Штраус, Моцарт, Гендель, бельканто, фідера, французька опера, джаз та інді-рок. Вона також виконувала колоратурне та ліричне сопрано італійською, німецькою, французькою, чеською та російською мовами. Співачка також вільно говорить німецькою та французькою мовами. Флемінг грала роль графині Альмавів в опері Моцарта «Весілля Фігаро», Дездемони в опері Верді «Отелло», Віолетти в «Травіаті», головну роль у опері Дворжака «Русалка», головну роль в «Маноні» та «Таїс» Жуля Массне, головну роль в «Арабеллі» Ріхарда Штрауса, також вона грала Маршалін у «Кавалері троянди» та графиню в «Капрісіо».
Лауреатка премії Річарда Такера та творча консультантка «ліричної опери Чикаго».
Сер Георг Шолті сказав про Флемінг: «У своєму довгому житті я зустрів лише двох людей з таким чудовим сопрано; другою була Рената Тебальді».

## Біографія
Народилася 14 лютого 1959 року в сім'ї музикантів, викладачів вокалу. Навчалася разом з Патрисією Міслінг в Карнській музичній школі при філії Нью-Йоркського університету в Потсдамі. Там вона приєдналась до джазового тріо Алгер. Джазовий саксофоніст Іллінойс Жаке запросив її на гастролі зі своєю групою, але вона вирішила продовжити навчання в аспірантурі у Істменській музичній школі в Рочестері, штат Нью-Йорк, під керівництвом Джона Малоя.
Отримала Стипендію Фулбрайта, яка дозволила їй працювати в Європі разом з Арліеном Аугером та Елізабет Шварцкопф. Потім вона співала в джазових клубах, щоб оплатити подальше навчання в Джульярдській школі.

## Кар'єра

### 1980-ті
Флемінг почала виступати професійно на невеликих концертах та у складі невеликих оперних труп, будучи ще аспіранткою в Джульяарді. Вона часто співала у серії концертів «Musica Viva», яка була організована Нью-Йоркською Унітарною Церквою всіх душ у 1980-х роках. У 1984 році вона співала дев'ять пісень Гюго Вольфа у світовій прем'єрі балету Еліота Фельда «Адью», у якій вона знову виступила в 1987 та 1989 роках у Театрі Джойс. У 1986 році вона співала свою першу велику оперну роль Констанції у «Викраденні із сералю» у Зальцбурзькому театрі Landestheater. Через два роки вона зіграла Тальі, Кларін і Ла Фолі в опері «Platée» Жана-Філіппа Рамо разом з трупою «Piccolo Teatro Dell Opera».
Вперше вона здобула великої слави у 29 років, після перемоги в Metropolitan Opera Auditions. У тому ж році вона дебютувала граючи графиню у «Весіллі Фіґаро» у «Houston Grand Opera». Наступного року вона дебютувала на фестивалі Сполето. Крім того, в 1989 році Флемінг дебютувала у Нью-Йоркській міській опері як Мімі в опері «Богема» під керівництвом диригента Кріса Ненса, а також дебютувала у Королівській опері у Лондоні, як Дірсі в опері Луїджі Керубіні «Медеї». Вона також була нагороджена грантом Річарда Такера та виграла Конкурс Джорджа Лондона. 

### 1990-ті
У 1990 році вона знову була нагороджена нагороджена Музичним фондом Річарда Такера, але цього разу вона також отримала і нагороду Річарда Такера. Того ж року вона дебютувала у Сіетлівській опері, зігравши головну роль в опері «Русалка». Вона також співала на 50-річчі Американського театру балету у виставі Еліота Фельда «Les Noces», після чого вона повернулася в Нью-Йоркський оперний театр, щоб зіграти графиню в «Веселля Фігаро» та Мікале в опері «Кармен» Жоржа Бізе. Також вона мага головну роль в опері Гаетано Доніцетті «Maria Padilla» разом з Opera Omaha. Крім того, вона грала головну роль в опері Гаетано Доніцетті «Лукреція Борджіа» разом з Нью-Йоркським Оперним оркестром.
У 1992 році Флемінг дебютувала у Великому театрі Женеви як Фіорділігі в опері Моцарта «Так чинять усі», також вона грала роль Анни в «La dame blanche» Буальдє в Карнегі-холі та роль Фортуни в опері Моцарта «Il sogno di Scipione» в залі Аліси Туллі в рамках концерту Фестивалю опери Моцарта Центру Лінкольна.
Протягом 1993–1994 Флемінг вперше зіграла роль Дездемони в «Отелло» Верді та Елен Орфорд у «Пітері Грімсі» Бенджаміна Бріттена. Вже наступного літа вона дебютувала на Глайндборнському фестивалі як графиня у «Весіллі Фігаро». Крім того, вона виконувала роль Мадам де Торвальд у світовій прем'єрі опери Конрада Суса «Небезпечні зв'язки». 
У 1995 році Флемінг зіграла Маршалін у «Кавалері троянди» у Х'юстон-Гранд-Опері; грала роль Еродіяди в Карнег-холі; 
Найважливішою подією у 1996 було підписання нею ексклюзивного конртакту з лейблом Londo/Decca. Вона стала першою співачкою, якій вдалося це зробити у 31-річному віці. 
Її перша роль у опері «Манон» у 1997 році, в Опері Бастилія, отримала яскраві відгуки. У Бастилії вона також зіграла Маршалін у «Кавалері троянди», та Маргариту з «Фауста».
У 1998 Флемінг запропонували головну роль в опері Ріхарда Штрауса «Арабелла» та головну роль в опері Карлайла Флойда «Сюзанна». Також вона зіграла ролі Сесілію Бартолі, Сюзанну Менцер, Дуейн Крофт, Даніель де Нізе та Брін Терфель, які транслювалися у «Великих виставах» на телебаченні. Крім того, вона виступила з дебютним концертом у Карнегі-холі та співала чотири останні пісні Ріхарда Штрауса з Клаудіо Аббадо та молодіжним оркестром Густава Малера на Зальцбурзькому фестивалі. 
У 1999 році зіграла роль Маршалін (опера «Кавалер троянди») у Баварській державній опері, згодом вона повернулась до Карнегі-холу, де концерт Німецького ліду, який увінчався надзвичайним успіхом. Вона також виступала на концерті разом з Андре Превіним і дебютувала на фестивалі в Шлезвіг-Гольштейні. У цьому ж році її диск «The Beautiful Voice» здобув премію «Греммі». 

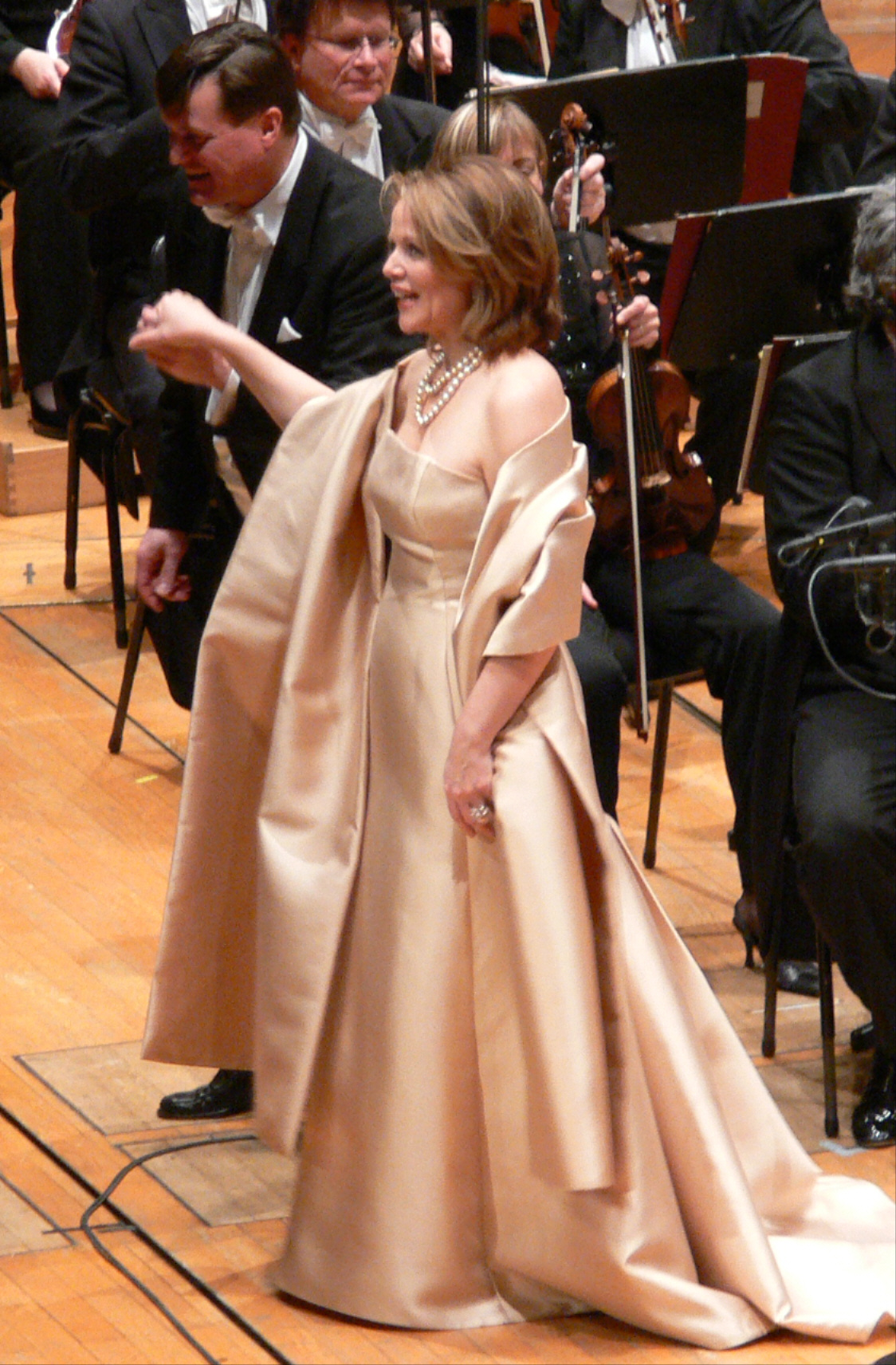
Флемінг, квітень 2008

### 2000-ні
У 2000 році Флемінг з'явилася в Метрополітен-опері, в опері у Сан-Франциско і в Ковент Гарден у ролі Маршалін в «Кавалері троянди» і грала головну роль в опері Доніцетті «Лукреція Борджіа» разом  з Оперним оркестром Нью-Йорка.
Вона з'явилася як Донна Ганна в «Дон Жуані» Моцарта на Зальцбурзькому фестивалі. Також вона виступала з оркестром св. Луки, під проводом Марка Елдерома в рамках PBS Live From Lincoln Center та з Бостонським симфонічним оркестром в «Створенні» Гайдна під керівництвом Джеймса Левіна. У червні того ж року вона співала на посвяті нью-йоркського архієпископа Едуарда Ігана.
Роллю Дездемони в «Отелло» вона відкрила сезон Лірично Опери Чикаго 2001/02, роллю в «Маноні» у Паризькій опері та Маршалін — в Опері Сан-Франциско. Вона також двічі співала «Реквієм» Верді: з Лондонським симфонічним оркестром та у Нью-Йоркській філармонії. 
У 2003 році вона грала роль Імоген і Віолети в «Травіаті» у Метрополітен-опері. Також вона мала головну роль в опері Массне «Таїс» у Чиказькій ліричній опері, роль Русалки в Ковент Гардені та  Віолетти в Х'юстон-Гранд-Опері.
У 2006 році Флемінг дала концерт у Ліричній Опері Чикаго разом з Сером Ендрю Девісом, та зіграла роль Віолети в «Травіаті» в опері у Лос-Анджелесі. Згодом вона відправилась на гастролі до Японії. Також було проведено кілька концертів у США, Італії, Росії, Швеції та Австрії, станній з яких був на честь святкування 250-річча Моцарта. Вона також записала кілька пісень разом з піаністом Бредом Мелдау, які увійшли до альбому «Love Sublime».
У 2008/09 Рене грає Дездемону та Таїс у Метрополітен-опері, Грефін (опера «Капріччіо») у Віденській державній опері. Тетяну на Тенгвудському музичному фестивалі  а також «Лукрецію Борджія» у Вашингтонській національній опері.
У 2009 році Флемінг створює вокальний цикл «Le temps l'horloge». Також вона грає роль Віолетти в Ковент-Гардені, Русалки в Метрополітен-опера та Маршалін на фестивалі Баден-Баден, у театрі Єлисейських полів та Метрополітен-опері. У цьому ж році вона співалє найрізноманітніші короткі витвори на фестивалі Дель Солі у Каліфорнії.
У 2009/2010 вона грає Маршалін у Метрополітен-опері. У той же час вона грає роль у новій опері Джоаккіно Россіні «Арміда» у театрі Марі Зімерман.

### 2010-ті
15 квітня 2010 року, в статті газети «Волл-стріт джорнел», Флемінг розповіла про своє погляди на протистояння між оперними традиціоналістами та тими, хто хоче переосмислити її стандарти. «Мені подобаються деякі з цих постановок, якщо вони справді добре продумані» — сказала вона. «Нормально сприймаю різкі висловлювання, поки вони не стають вульгарними, або не виказують неповагу до твору». Тим не менш, вона сказала, що її «класичний» образ означає, що їй навряд чи буде запропоновано виступати в таких постановках. У тому ж інтерв'ю Флемінг пояснила, що вона все більше віддає перевагу виступам на концертах, а не оперним виставам, і сказала, що вивчивши більше 50 опер, навряд чи зможе вивчити ще.
У 2010 році у Лондоні в останню ніч «Промсу», Флемінг виконувала пісні Ріхарда Штрауса, Дворжака та Сметани. У листопаді, того ж року, квартет Чарлі Гейдена випустив диск «Sophisticated Ladies», при записі якого Флемінг була запрошена для виконання пісні Неда Вашингтона та Віктора Яна «A Love Like This», а в грудні Рада директорів «ліричної опери в Чикаго» оголосила, що Флемінг призначено «Креативним консультантом», першим в історії цієї компанії.
18 червня 2014 року Флемінг виступила як почесна гостя на концерті Tokyo Global в національному театрі в Токіо. Це був її третій візит до Японії.
У квітні 2017 року було оголошено, що Флемінг буде грати роль Неті Флавер у майбутньому ремейку «Каруселі» весною 2018 року. 13 травня 2017 року Флемінг востаннє  зіграла роль Маршалін в «Кавалері троянди» у Метрополітен-Опері.

## Особисте життя
В 1989 році Флемінг одружилася з актором Ріком Россом, вони мають двох дочок: Амелію та Седж. Пара розлучилася в 2000 році. 3 вересня 2011 року Флемінг одружилася з корпоративним адвокатом Тімом Джесселлом, з яким познайомилася на побаченні наосліп, організованому Енном Патчеттом.
28 травня 2015 року Флемінг була нагороджена почесним звання доктора музики Гарвардського університету.

## Альбоми
Флемінг випустила низку музичних записів на лейблі «Decca Records». У 2000 році вона була художнім гостем від час запису альбому Дейва Грусіна та Лі Рітенура «Two Worlds». В 2005 році вона записала джазовий альбом «Haunted Heart». Також брала участь у записі саундтреку до фільму «Володар перснів: Повернення короля», в якому вона співала на вигаданій мові Синдарин. У червні 2010 року випустила альбом «Dark Hope», який містив кавери пісень Леонарда Коена, групи Band of Horses, гурту Jefferson Airplane та інших. У 2011 році беру участь у записі саундтреку до мультфільму Стівена Спілберга «Пригоди Тінтіна: Таємниця єдинорога». А в 2012 році вона записала пісню Олександра Деспли «Still Dream» для мультфільму «Вартові легенд».

## На телебаченні та радіо
Флемінг співала пісню «Caro Nome» з опери Ріголетто на дитячому шоу «Вулиця Сезам». Вона неодноразово виступала на популярній радіопрограмі Гаррісона Кейлора «Home Prayer Companion».
У 1994 році Флемінг була спеціально запрошеним гостем під час запису пісні «Колискова» з альбому Джо Джексона «Нічна музика». 18 листопада 2005 року Флемінг запрошено радіопередачу «BBC Radio 4» та «Desert Island Discs».
18 грудня 2009 року виконувала пісню «I'll Be Home For Christmas» на каналі American Broadcasting Company(ABC). Через рік вона виступала на інавгурації Обами. Також вона виступала на концерті присвяченому річниці 9/11. 
Рене з'являлась у першій серії другого сезону серіалу «Майстер-клас». 8 червня 2010 року Флемінг співала кавер на пісню групи Muse «Endlessly».
20 березня Флемінг виступала на концерті в Сіднеї, виконуючи «Caro bell'idol mio» Моцарта. Менш ніж за тиждень відео з цим концертом набрало більше 33 мільйонів переглядів.
4 червня 2012 року вона виступила на концерті присвяченому ювілею Королеви Єлизавети ІІ у Букінгемському палаці.
У липні 2014 року Флемінг зіграла роль оперної діви в новій комедії Джо Ді Пєтро «Життя в коханні» на театральному фестивалі «Вільямстаун».

## Дискографія

### CD
- Donizetti: Rosmonda d'Inghilterra Opera Rara 1994
- Strauss Four Last Songs RCA 1996
- Visions of Love – Mozart Arias Decca 1996
- Schubert Lieder Decca 1997
- Signatures - Great Opera Scenes - arias by Mozart, Verdi, Britten, Strauss, with Sir Georg Solti, Decca 1997
- Elijah (Mendelssohn) Decca 1997
- Rusalka (1997)
- A Streetcar Named Desire (1997)
- The Beautiful Voice Decca 1998
- I Want Magic American Opera Arias, Decca 1998
- Star Crossed Lovers Duets with Plácido Domingo, Decca 1999
- Strauss Heroines Decca 1999
- Requiem (Verdi) with Andrea Bocelli, Olga Borodina and Ildebrando D'Arcangelo, conducted by Valery Gergiev, Philips 2001
- Renée Fleming Decca 2001
- Night Songs Lieder by Debussy, Fauré, Marx, Strauss, Rachmaninov, Decca 2001
- Thaïs (2001)
- Manon (2001)
- Bel Canto Arias by Donizetti, Bellini, Rossini, Decca 2002
- Under the Stars Broadway Duets with Bryn Terfel, Decca 2003
- By Request Decca 2003
- Mozart: Così fan tutte Decca
- Handel: Alcina Erato
- Rossini: Armida Sony (live)
- Mozart: Don Giovanni Decca
- Massenet: Hérodiade Sont (live)
- Handel Arias Decca 2003/2004
- Requiem (Verdi) Philips 2004
- Haunted Heart Decca 2005
- Sacred Songs Decca 2005
- Homage – The Age of the Diva Decca 2006
- Love Sublime Song cycles with Brad Mehldau, Nonesuch, 2006
- Strauss: Daphne Decca
- Four Last Songs by Richard Strauss Decca 2008
- Verismo – Arias of Puccini, Mascagni, Cilea, Giordano, Leoncavallo Decca 2009
- Dark Hope Decca Records 2010
- Poèmes – French songs, Decca 2012
- Guilty Pleasures –  Wide range of opera arias, Decca 2013
- Christmas in New York – 13 songs about the season, Decca 2014

### DVD
- Tchaikovsky: Eugene Onegin Decca 2007
- Verdi: La traviata Decca 2007
- Mozart: Don Giovanni Deutsche Grammophon 2005
- Mozart: The Marriage of Figaro NVC Arts 1999
- Massenet: Manon Arthaus 2009
- Rossini: Armida Decca 2011
- Strauss, R: Arabella Decca 2008
- Strauss, R: Der Rosenkavalier Decca
- Strauss, R: Capriccio Decca 2011
- Strauss, R: Capriccio Arthaus 2011
- Strauss, R: Ariadne auf Naxos Decca 2013
- Verdi: Otello Deutsche Grammophon 2004
- Dvořák: Rusalka Arthaus 2009
- Massenet: Thaïs Decca 2010
- Handel: Rodelinda Decca 2012
- Previn: A Streetcar Named Desire Arthaus 1999
- Ladies and Gentlemen Miss Renée Fleming (documentary) Decca 2002
- The Kindness of Strangers (documentary) Arthaus 2001
- Metropolitan Opera: The Audition (documentary)

## Відзнаки
- 1988 — Премія Річарда Такера

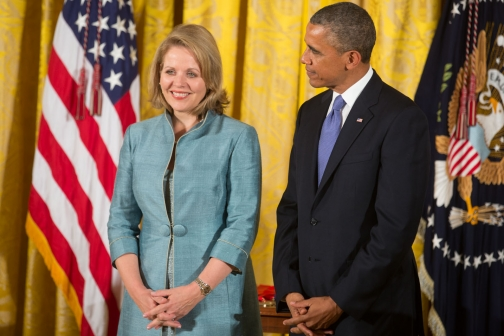
Президент США Барак Обама нагороджує Рене Флемінг Національною медаллю мистецтв 2012 року.

- 1993 — Почесний член «Sigma Alpha Iota», Міжнародного музичного братства для жінок.[3]
- 1999 — Нагорода «Греммі» за «Найкраще класичне вокальне соло» за збірник арій «The Beautiful Voice — Works Of Charpentier, Gounod, Massenet & Flotow»
- 2000 — Шеф-кухар Деніел Булуд назвав десерт «La Diva Renée» на її честь
- 2002 — Командор Ордена мистецтв і літератури Франції[4]
- 2003 — Нагорода «Греммі» за «Найкращий класичний вокал» за альбом «Bel Canto»
- 2005 — «Орден Почесного легіону»
- 2008 — Флемінг була удостоєна нагороди Polar Music Prize (Швеція)[5]
- 2008 — Премія журналу «Opera News» (США)[6]
- 2009 — премія Греммі «За найкращий класичний вокал» за альбом «Verismo»
- 2012 — Національна медаль мистецтв (США)[7]
- 2013 — Флемінг отримала свою четверту премію Греммі «За найкраще класичне вокальне соло» за альбом «Poèmes»
- 2017 — альбом Флемінг  був обраний для зберігання у національному регістрі Бібліотеки Конгресу.

## Публікації
- Fleming, Renée. The Inner Voice: the Making of a Singer. New York: Penguin Group, 2004. ISBN 978-0-14-303594-7